# Delta Trianguli
Delta Trianguli (δ Trianguli förkortat Delta Tri, δ Tri), som är stjärnans Bayer-beteckning, är en dubbelstjärna i mellersta delen av stjärnbilden Triangeln. Den har en kombinerad skenbar magnitud på +4,87 och är synlig för blotta ögat där ljusföroreningar ej förekommer. Baserat på parallaxmätningar i Hipparcos-uppdraget på 92,7 mas beräknas den befinna sig på ca 35 ljusårs (11 parsek) avstånd från solen. Den stjärna som ligger närmast Delta Trianguli är LP 245-10 vilken är en röd dvärg. Den ligger på 1,8 ljusår från Delta Trianguli.

## Egenskaper
Primärstjärnan Delta Trianguli A är en gul till vit stjärna i huvudserien av spektralklass G0 V. Den har en massa som är ungefär lika stor som solens massa, en radie som är lika stor som solens och utsänder ca 0,8 gånger den energi som solen avger från dess fotosfär vid en effektiv temperatur på ca 6 200 K.
Delta Trianguli är en spektroskopisk dubbelstjärna där
följeslagaren Delta Trianguli B  är en orange dvärg vars spektrala egenskaper inte är väl bestämda eftersom den täta omloppsbanan gör observationer svåra, med uppskattningar av spektralklassen som sträcker sig från G9V till K4V. Stjärnorna befinner sig på ett avstånd av 0,106 AE från varandra och har en omloppstid på 10,0201 dygn och en excentricitet av endast 0,020. Omloppsbanan lutar ca 167° från siktlinjen från jorden.